# كيم فاولر
كيم فاولر (بالإنجليزية: Kim Fuller)‏ هو كاتب سيناريو بريطاني، ولد في 15 يونيو 1951 في هيستينغز في المملكة المتحدة.

## وصلات خارجية
- كيم فاولر على موقع IMDb (الإنجليزية)
- كيم فاولر على موقع ميتاكريتيك (الإنجليزية)
- كيم فاولر على موقع روتن توميتوز (الإنجليزية)
- كيم فاولر على موقع ألو سيني (الفرنسية)
- كيم فاولر على موقع ميوزك برينز (الإنجليزية)
- كيم فاولر على موقع تيرنر كلاسيك موفيز (الإنجليزية)
- كيم فاولر على موقع أول موفي (الإنجليزية)
- كيم فاولر على موقع قاعدة بيانات الأفلام السويدية (السويدية)
- كيم فاولر على موقع ديسكوغز (الإنجليزية)
- كيم فاولر على موقع قاعدة بيانات الفيلم (الإنجليزية)